# Chlosyne
Chlosyne är ett släkte av fjärilar. Chlosyne ingår i familjen praktfjärilar.

## Bildgalleri

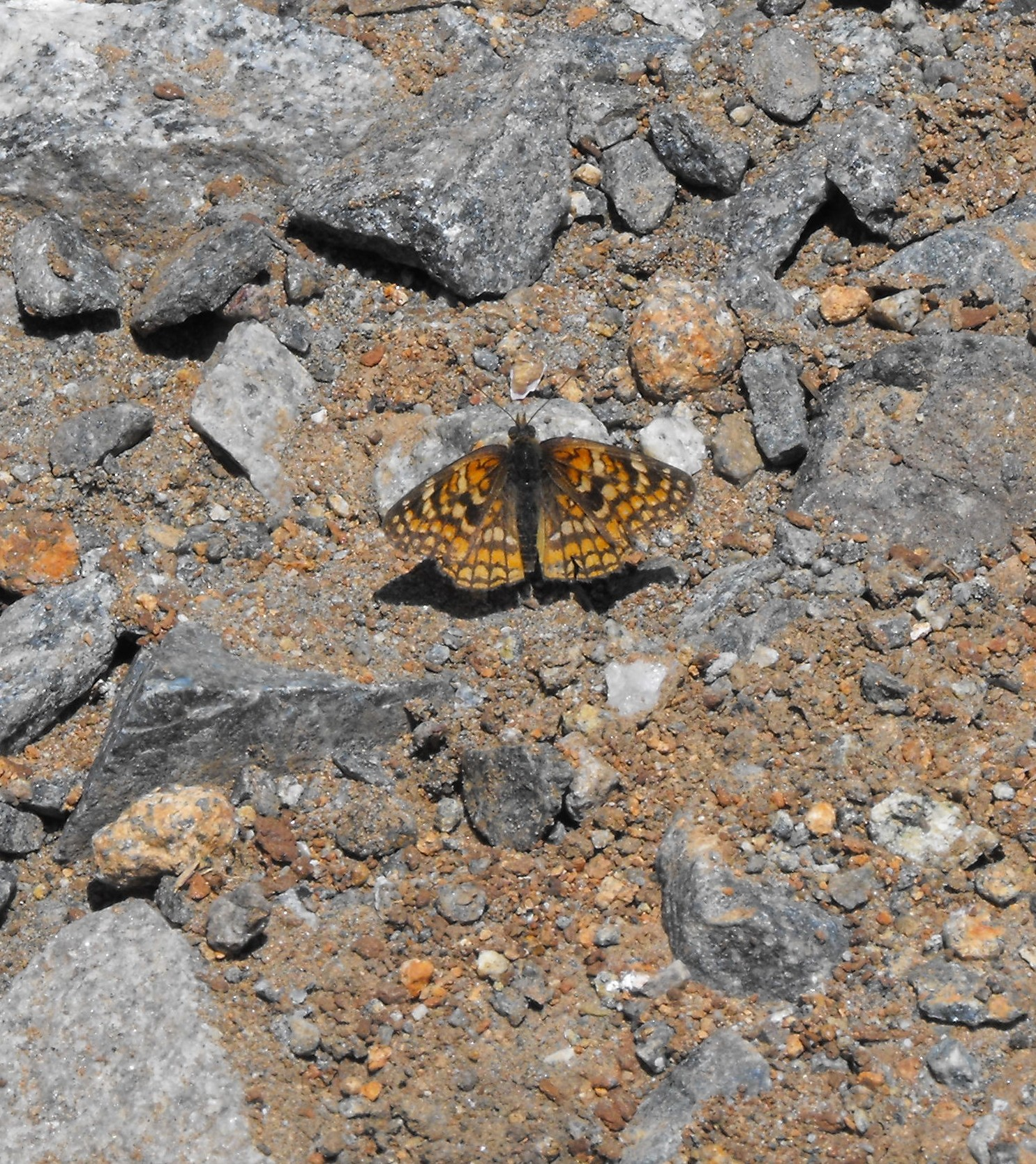

## Dottertaxa tillChlosyne, i alfabetisk ordning[1]
- Chlosyne abnorma
- Chlosyne acastus
- Chlosyne adelina
- Chlosyne adjustrix
- Chlosyne albimontana
- Chlosyne albiplaga
- Chlosyne anastasia
- Chlosyne ardema
- Chlosyne beckeri
- Chlosyne blackmorei
- Chlosyne boharti
- Chlosyne bonpland
- Chlosyne bridgei
- Chlosyne browni
- Chlosyne brunhilda
- Chlosyne californica
- Chlosyne calydon
- Chlosyne carlota
- Chlosyne chinoi
- Chlosyne crocale
- Chlosyne damaetas
- Chlosyne damoetella
- Chlosyne definita
- Chlosyne drusius
- Chlosyne dryope
- Chlosyne ehrenbergii
- Chlosyne endeis
- Chlosyne eremita
- Chlosyne erodyle
- Chlosyne eudema
- Chlosyne fabricii
- Chlosyne fasciata
- Chlosyne fassli
- Chlosyne felderi
- Chlosyne flavida
- Chlosyne flavula
- Chlosyne fridayi
- Chlosyne fruhstorferi
- Chlosyne gabbii
- Chlosyne gaudialis
- Chlosyne gloriosa
- Chlosyne gorgone
- Chlosyne greyi
- Chlosyne gunderi
- Chlosyne hanhami
- Chlosyne harrisii
- Chlosyne helcita
- Chlosyne hemifusa
- Chlosyne hewesi
- Chlosyne hewitsoni
- Chlosyne hippodrome
- Chlosyne hoffmanni
- Chlosyne hollandae
- Chlosyne hopfingeri
- Chlosyne hylaeus
- Chlosyne hyperia
- Chlosyne indigens
- Chlosyne infuscata
- Chlosyne inghami
- Chlosyne irrubescens
- Chlosyne ismeria
- Chlosyne janais
- Chlosyne judith
- Chlosyne lacinia
- Chlosyne lacteus
- Chlosyne laeta
- Chlosyne liggetti
- Chlosyne malcolmi
- Chlosyne manchada
- Chlosyne marianna
- Chlosyne marina
- Chlosyne mazarum
- Chlosyne mediatrix
- Chlosyne melanarge
- Chlosyne melitaeoides
- Chlosyne millburni
- Chlosyne mirabilis
- Chlosyne misera
- Chlosyne montana
- Chlosyne narva
- Chlosyne neumoegeni
- Chlosyne newcombi
- Chlosyne nigra
- Chlosyne nigrescens
- Chlosyne nox
- Chlosyne nycteis
- Chlosyne oenone
- Chlosyne palla
- Chlosyne pardelina
- Chlosyne pasadenae
- Chlosyne paupera
- Chlosyne pearlae
- Chlosyne poecile
- Chlosyne pretona
- Chlosyne quehtala
- Chlosyne reducta
- Chlosyne reversa
- Chlosyne riobalsensis
- Chlosyne rosita
- Chlosyne rubrigutta
- Chlosyne rufescens
- Chlosyne saundersi
- Chlosyne schausi
- Chlosyne segregata
- Chlosyne sonorae
- Chlosyne splendida
- Chlosyne sterope
- Chlosyne stygiana
- Chlosyne tellias
- Chlosyne thekla
- Chlosyne thornei
- Chlosyne vallismortis
- Chlosyne vanduzeei
- Chlosyne wardi
- Chlosyne wellingi
- Chlosyne whitneyi